# シンガポールの世界遺産

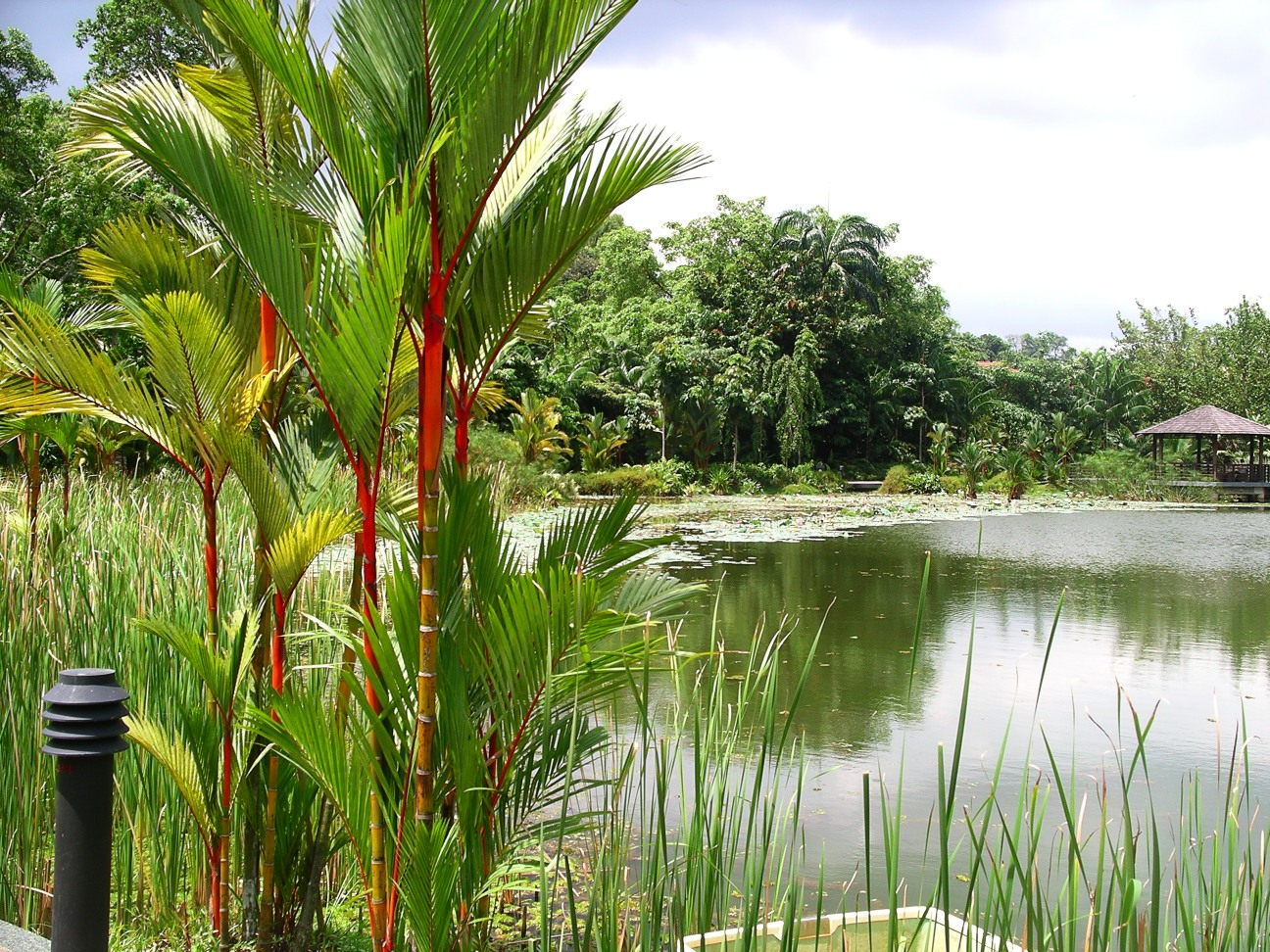
シンガポール植物園の景観

シンガポールの世界遺産について扱う。シンガポールの世界遺産条約批准は2012年のことで、同年に暫定リストにシンガポール植物園を掲載した。これは2015年の第39回世界遺産委員会で世界遺産リストに登録された。

## 文化遺産
- シンガポール植物園 - 2015年

## 自然遺産
なし

## 複合遺産
なし

## 暫定リスト
なし